# Io (maan)
Io (uitspraak met één lettergreep: Jo) is de binnenste van de vier grote manen van de planeet Jupiter.
De maan werd op 8 januari 1610 door Galileo Galilei ontdekt. Simon Marius, die ook de ontdekking opeiste, noemde de maan naar Io, de mythologische dochter van de riviergod Inachus. Deze maan wordt vanwege haar uiterlijk ook wel de pizzamaan genoemd.

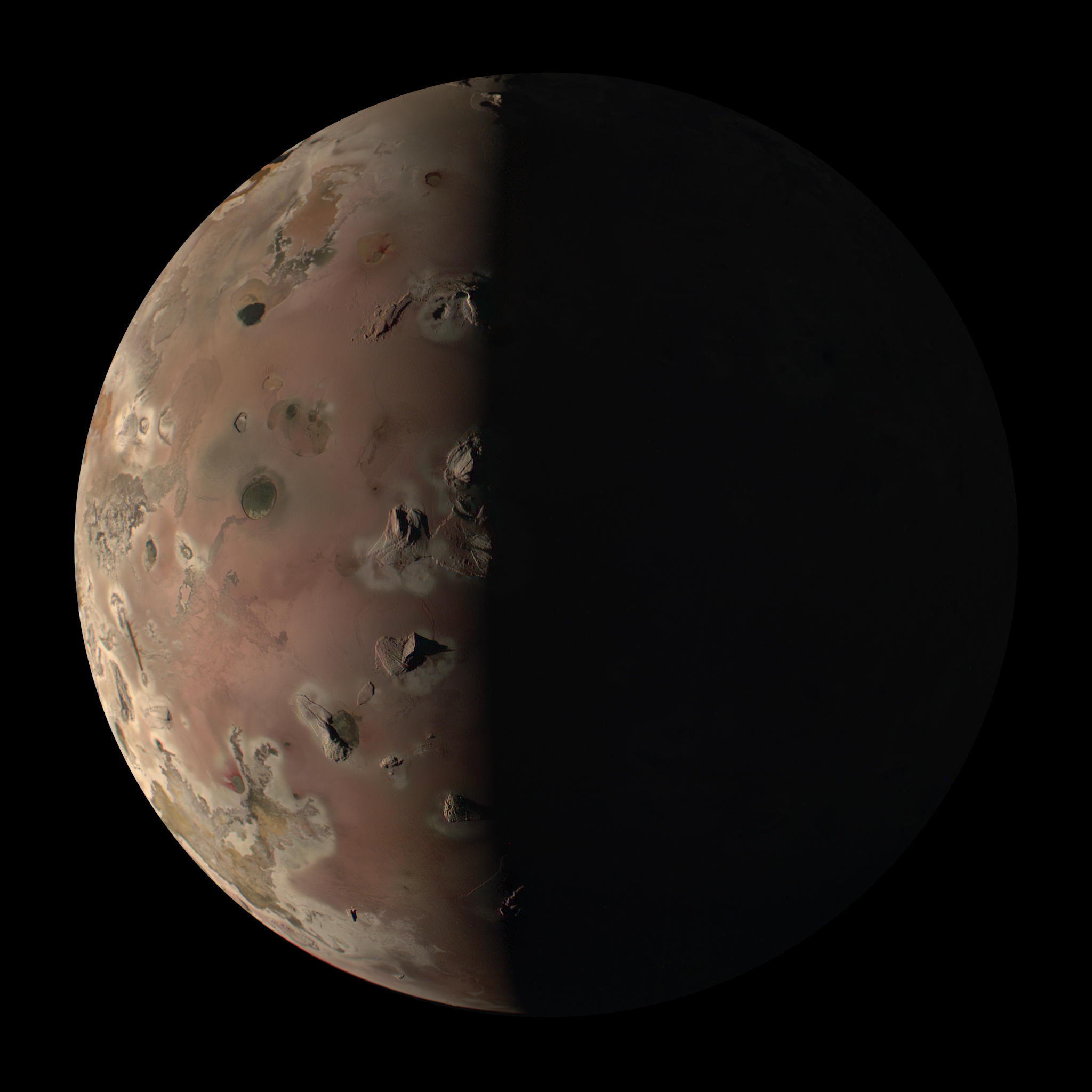
Foto van 30 december 2023 genomen door ruimtesonde Juno

## Vulkanisme
Io is vooral interessant vanwege haar vulkanisme: het is het meest vulkanisch actieve hemellichaam in het zonnestelsel waardoor het op de zon en Venus na ook de heetste plek is van het zonnestelsel. In tegenstelling tot vulkanen op aarde, spuwen de vulkanen op Io zwavel of mogelijk zwaveldioxide uit.
Loki Patera op Io is de vulkaan die de meeste warmte produceert van alle vulkanen in het zonnestelsel. Deze vulkaan is energierijker dan de som van alle vulkanen op Aarde. De oppervlakte van de caldera is meer dan 10.000 vierkante kilometer.
De energie voor deze activiteit wordt waarschijnlijk geleverd door getijdewerking tussen Io, Jupiter en twee andere grote manen van Jupiter, Europa en Ganymedes. Hoewel Io altijd met dezelfde zijde naar haar moederplaneet wijst hebben de effecten van Europa en Ganymedes tot gevolg dat de maan ietwat wiebelt. Dit gewiebel strekt en buigt het oppervlak ongeveer 100 meter en genereert warmte door interne wrijving.

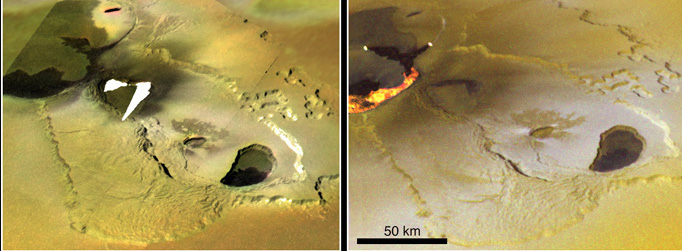
Lavastromen in het vulkanische gebied Tvashtar Paterae (het witte gebied is overbelicht in de oorspronkelijke beelden). Opnamen door Galileo in november 1999 en februari 2000. Merk op hoe de afbeeldingen verschillen. Foto:Nasa/JPL-Caltech

Het vulkanisme op Io werd voor het eerst waargenomen op een foto zoals hier links getoond. Daarbij moet gezegd worden dat de kleurenfoto's die NASA uitbrengt altijd kunstmatig bewerkt worden (valse kleuren), omdat de op wetenschap gerichte camera's op de ruimtesondes kleur heel anders waarnemen dan mensen. De ontdekker van de eerste vulkaan op Io zag een grote uitstulping van de maan op een foto van een Voyager-sonde. De wetenschapper van dienst ging nog eens wat oude banden van Io bekijken en zag de uitstulping. Aanvankelijk dacht de wetenschapper met een nieuwe maan van doen te hebben, die vlak achter Io opdook. Pas na een tijd kwam de ware aard van de uitstulping naar boven: het was een enorme vulkanische pluim, die meer dan 200 km de hoogte in werd gespoten. De ontdekking van buitenaards actief vulkanisme werd met groot enthousiasme door wetenschappers ontvangen.
Van sommige van Io's vulkaanpluimen is gemeten dat zij meer dan 300 km boven het oppervlak uitrijzen voordat het materiaal terug valt, waarbij materiaal met een snelheid van ongeveer een kilometer per seconde uit het oppervlak wordt gespuwd. De vulkanische erupties zijn erg veranderlijk; in slechts vier maanden tussen de aankomst van de Voyager 1 en Voyager 2 stopten sommige erupties en begonnen andere. In de neerslaggebieden rond de kraters werd verder een zichtbaar verschil waargenomen.

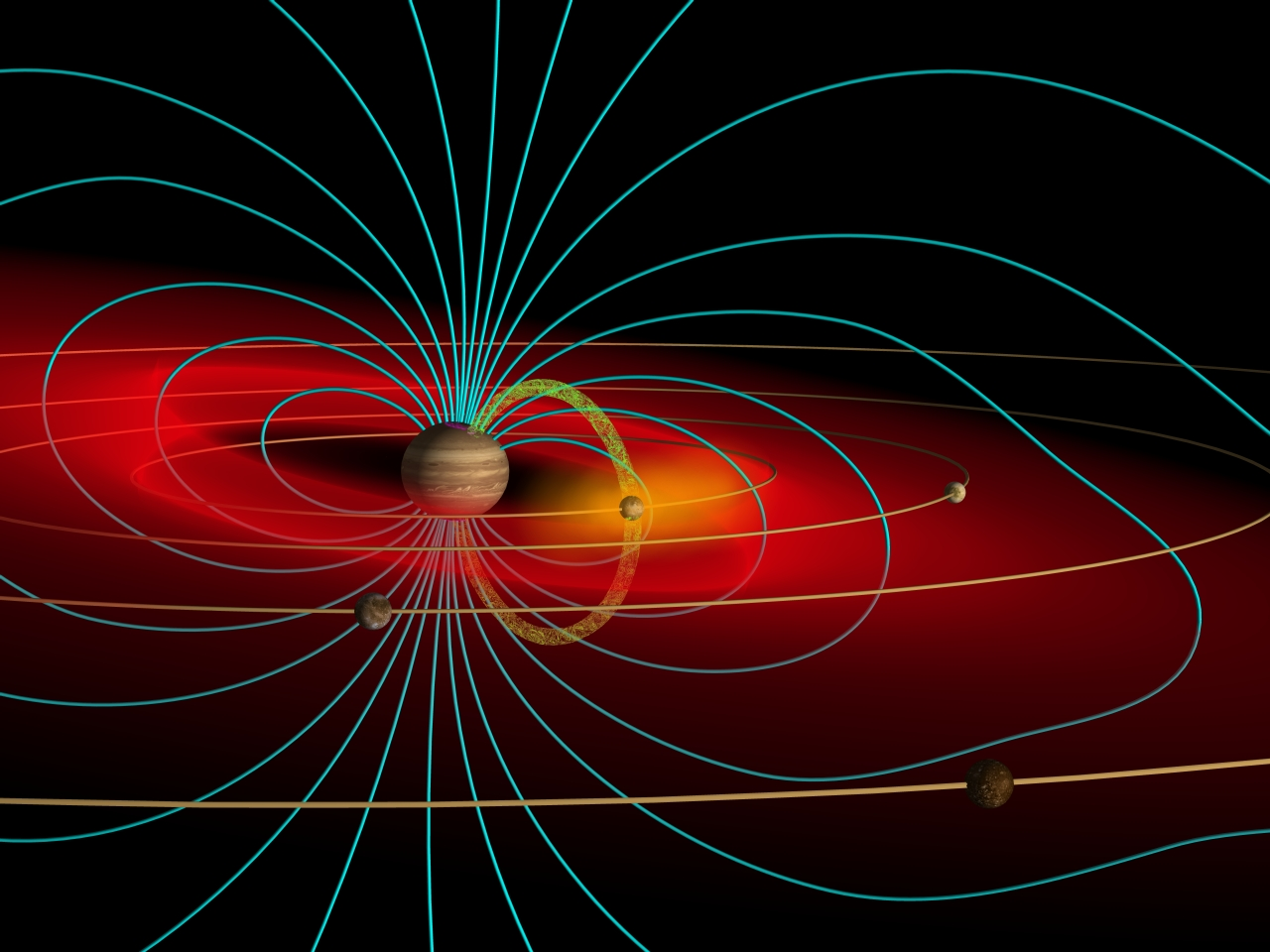
Schema van de vervorming van Jupiters magnetosfeer door de invloed van Io (geel bolletje, midden): de plasmatorus van natrium (rood), de ongeladen wolk van zwavel (geel), de magnetische fluxbuis (groen) en magnetische veldlijnen (blauw).

Een andere bron van energie is een elektromagnetisch effect: Io snijdt door Jupiters magnetische veldlijnen heen wat werkt als een homopolaire generator en zo een elektrische stroom veroorzaakt. Hoewel dit geen grote bron van energie is vergeleken met de verhitting door getijden, zou deze stroom weleens een vermogen van 1 terawatt kunnen opleveren met een spanning van 400 kilovolt. Het verwijdert bovendien zo'n 1000 kilogram aan zwavelatomen per seconde van Io. Dit materiaal wordt geïoniseerd tot een ringvormige wolk van intense straling rond Jupiter, de plasma-torus, die fel oplicht in het ultraviolet. Hij is zelfs vanaf de aarde waar te nemen. De deeltjes die uit deze torus ontsnappen zijn gedeeltelijk verantwoordelijk voor Jupiters ongewoon grote magnetosfeer. Recente gegevens van de Galileo ruimtesonde geven aan dat Io een eigen magnetisch veld zou kunnen hebben.
De locatie van Io ten opzichte van de aarde en Jupiter heeft een sterke invloed op de radio-emissies van Jupiter zoals te zien vanaf de aarde: als Io zichtbaar is nemen radiosignalen vanaf Jupiter sterk toe.
Dit soort elektromagnetische effecten is ook waargenomen bij Enceladus en speelt een belangrijke rol in de plasmakosmologie.

## Natuurkundige kenmerken

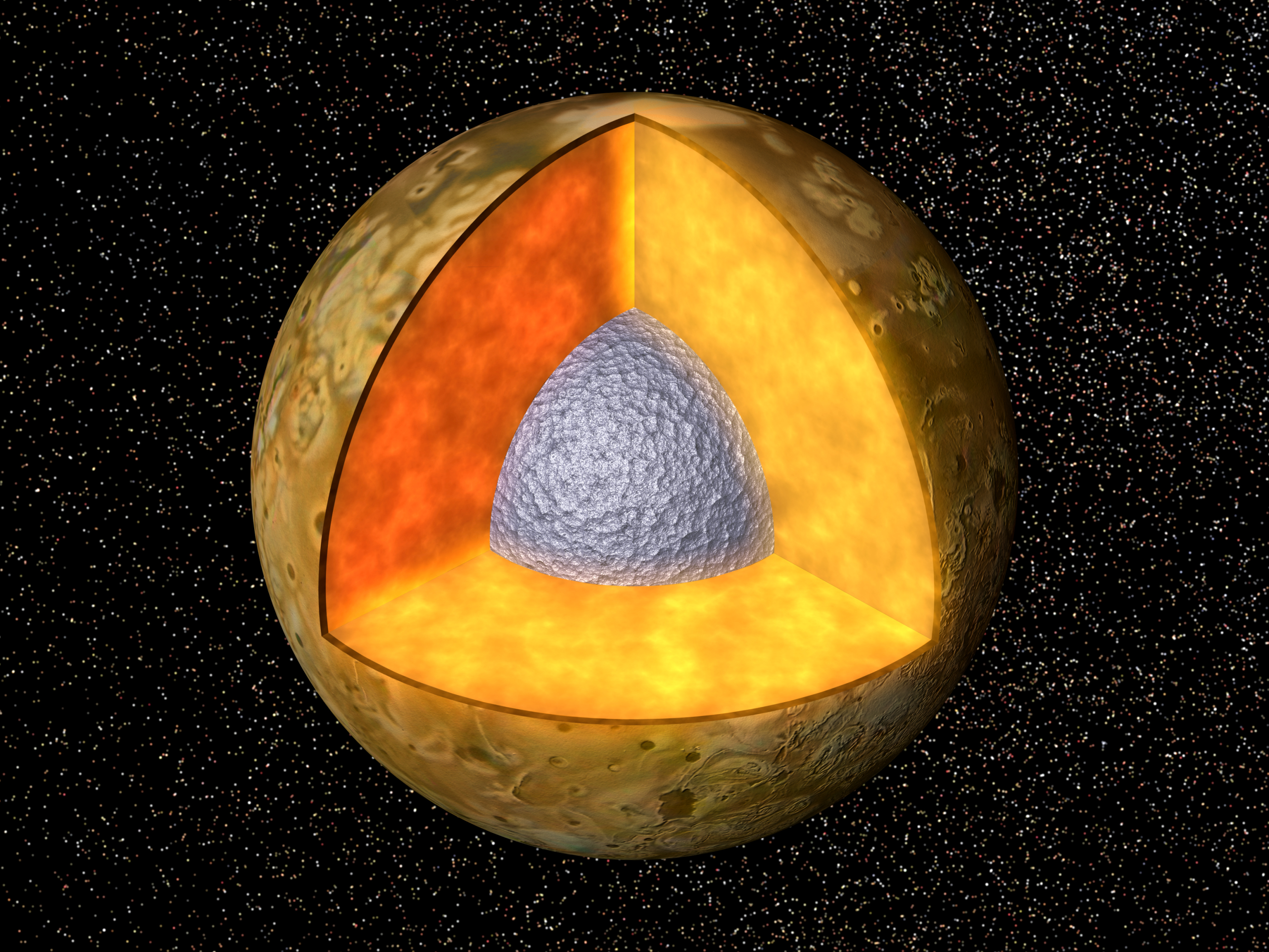
Io's dunne mantel met daaronder gesmolten gesteente en een ijzeren kern

Anders dan veel andere manen in de buitengebieden van het zonnestelsel zou Io enigszins in samenstelling overeen kunnen komen met de aardse planeten, namelijk gesmolten rots van silicaten. Recente gegevens van de ruimtesonde Galileo geven aan dat Io een ijzeren kern heeft (misschien vermengd met ijzersulfide) van minstens 900 km.
Toen de Voyager 1 in 1979 de eerste beelden van Io terugzond, verwachtten wetenschappers talloze kraters te zien waarvan de dichtheid een idee zou geven over de leeftijd van de maan. Tot hun verbazing bleek het oppervlak van Io vrijwel geen inslagkraters te hebben, ten gevolge van het vulkanisme dat het landschap continu verandert. Het oppervlak van Io wordt evenals dat van de aarde als "jong" aangeduid, omdat de zichtbare kenmerken relatief recent gevormd werden. Dit in schril contrast met hemellichamen als onze maan (die zwaar getekend zijn door kraters), die beschouwd worden als "oude oppervlakken", omdat zij miljarden jaren in hun huidige vorm zijn gebleven.
Behalve vulkanen toont het oppervlak van Io niet-vulkanische bergen, allerlei meren van gesmolten zwavel, caldera's tot enkele kilometers diep en aanzienlijke stroperige vloeistofstromen van honderden kilometers lang (mogelijk één of andere vorm van gesmolten zwavel of silicaat). Zwavelverbindingen kunnen velerlei kleuren hebben en dit verklaart het kleurrijke uiterlijk van Io.
Op grond van de Voyager-beelden werd eerst gedacht dat de lavastromen vooral bestaan uit gesmolten zwavelverbindingen. Naderhand gaven onderzoeken met infrarood licht op aarde echter aan dat zij te heet zijn voor vloeibaar zwavel. Enkele van de heetste plekken op Io kunnen temperaturen van 2000 kelvin bereiken (hoewel het gemiddelde veel lager ligt, zo'n 130 K). Een van de huidige ideeën is dat Io's lava gesmolten silicaatrots is. Recente waarnemingen met de Hubble ruimtetelescoop geven aan dat het materiaal rijk aan natrium zou kunnen zijn. Er kunnen op veel locaties verschillende materialen aanwezig zijn.
Io heeft een dunne atmosfeer bestaande uit zwaveldioxide en wellicht andere gassen.
In tegenstelling tot de andere Galileïsche manen bevat Io weinig of geen water. Dit komt waarschijnlijk doordat Jupiter in de vroege geschiedenis van het zonnestelsel alleen heet genoeg was om de vluchtige elementen uit de buurt van het nabije Io te verdrijven.

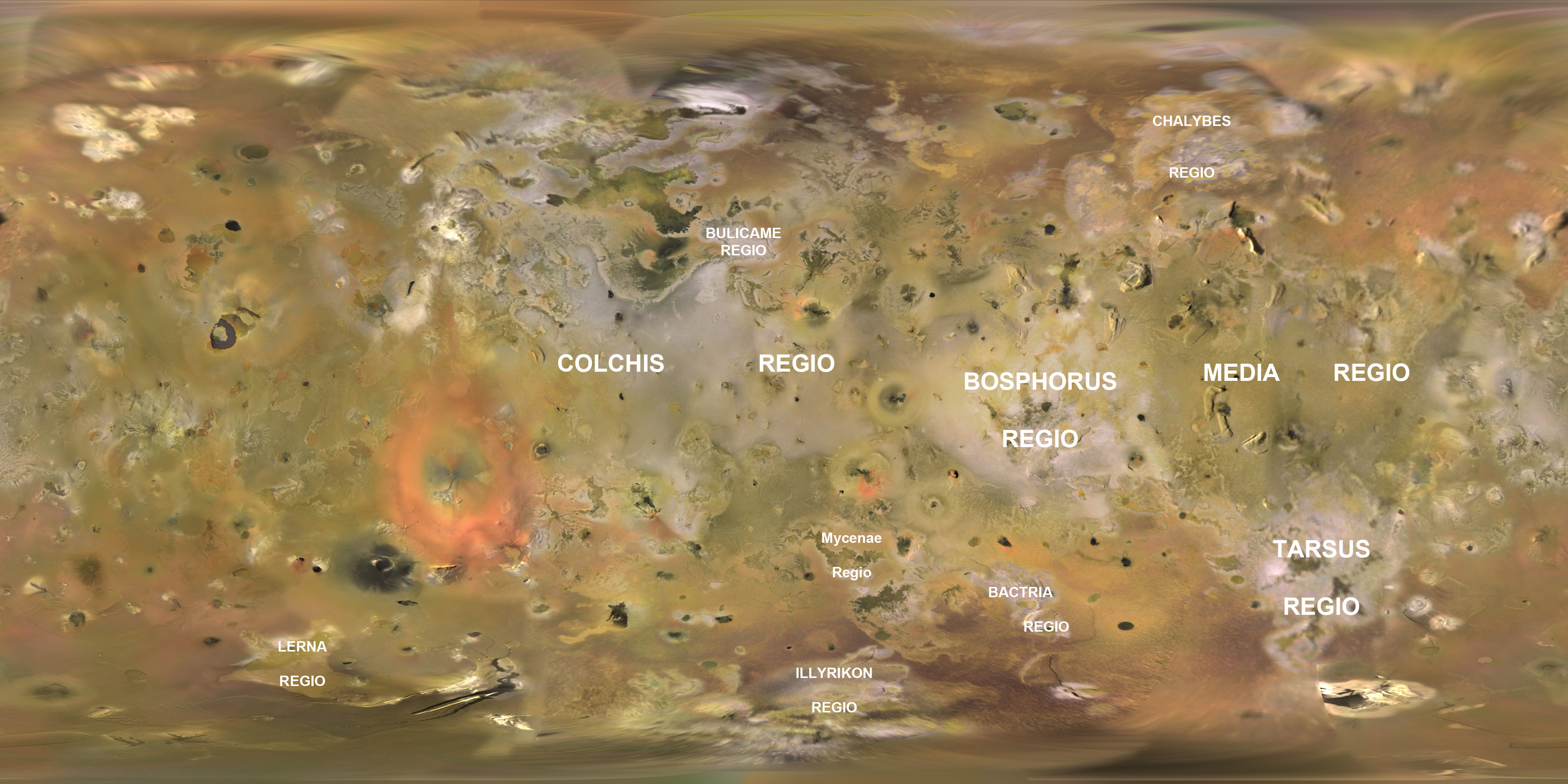
Kaart van het oppervlak

## Video's

Video van vijf beelden door New Horizons. Io's vulkaan Tvashtar spuwt lava 330 km hoog boven het oppervlak.